# Simon Greiderer
Simon Greiderer (* 18. Januar 1996) ist ein ehemaliger österreichischer Skispringer.

## Werdegang
Greiderer, der für den HSV Absam-Bergisel-Tirol startet und das Schigymnasium Stams besucht, gab sein internationales Debüt bei Junioren-Springen 2008 bis 2011. Im Januar 2012 gehörte Greiderer in Bischofshofen erstmals zum B-Kader im Skisprung-Continental-Cup, konnte sich dabei jedoch nicht in den Punkterängen platzieren. Daraufhin verblieb er weiterhin in den untersten Serien und konnte sich dort mehr und mehr verbessern. Im Sommer zeigte er beim Continental Cup in Stams eine deutliche Leistungssteigerung, auch wenn es zu Punkten erneut nicht reichte.
Im Februar 2013 gewann Greiderer das Alpencup-Springen in Kranj und erhielt wenig später einen Startplatz für das Europäische Olympische Winter-Jugendfestival 2013 in Brașov. Beim Skispringen in Râșnov erreichte er im Einzel den neunten Rang. Im Teamspringen gewann er gemeinsam mit seinen Mannschaftskollegen Maximilian Steiner, Mario Mendel und Thomas Hofer die Bronzemedaille.
Am 27. Dezember 2013 stand er beim Continental Cup in Engelberg als Dritter hinter seinen Teamkollegen Manuel Fettner und Manuel Poppinger erstmals auf dem Podest. Auch im zweiten Springen konnte er als Fünfter einen Top-Platz. Im Januar 2014 gehörte er zur Nationalen Gruppe in Innsbruck und Bischofshofen im Rahmen der Vierschanzentournee 2013/14. Nachdem er in Innsbruck noch die Qualifikation verpasst hatte, schaffte er diese in Bischofshofen und gab am 6. Januar 2014 auf der Paul-Außerleitner-Schanze sein Debüt im Skisprung-Weltcup. Zwar verpasste er als 48. den zweiten Durchgang und erste Punkte konnte sich aber in der Tournee-Gesamtwertung auf Rang 64 platzieren.
Bei den Junioren-Weltmeisterschaften 2014 im Val di Fiemme sprang Greiderer im Einzel auf den 19. Platz, bevor er mit Ulrich Wohlgenannt, Elias Tollinger und Patrick Streitler im Teamspringen die Silbermedaille gewann. Nach der Junioren-WM sprang er im Continental Cup mehrfach in die Punkte und beendete den Skisprung-Continental-Cup 2013/14 im März auf dem 41. Gesamtrang.
Im Sommer 2014 startete Greiderer wieder im Alpen- und im FIS-Cup. Am 27. September 2014 gewann er in Tschagguns sein zweites Alpencup-Springen.
Nachdem Greiderer in der Saison 2015/16 zwei Wettbewerbe des FIS-Cups gewinnen sowie weitere gute Platzierungen erreichen konnte, belegte er am Ende der Saison in der Gesamtwertung den dritten Platz.

## Statistik

### Weltcup-Platzierungen
| Saison  | Platz | Punkte |
| ------- | ----- | ------ |
| 2014/15 | 85.   | 1      |

### Vierschanzentournee-Platzierungen
| Saison  | Platz | Punkte |
| ------- | ----- | ------ |
| 2013/14 | 64.   | 91     |